# Flagship Entertainment Group
Flagship Entertainment Group é uma produtora de filmes com sede em Hong Kong e uma joint venture entre a Warner Bros. Discovery e um consórcio liderado pela China Media Capital estabelecido em 2015 que inclui a TVB.
Anteriormente, a Warner estava em uma joint venture, entre a empresa de produção e distribuição Warner China Film HG, com a estatal China Film Group e a Hengdian Group, proprietária da Hengdian World Studios de 2006 a 2009.

## História
O estabelecimento do Flagship Entertainment Group foi anunciado em setembro de 2015. As negociações para formar a joint venture foram confirmadas em agosto de 2015. A empresa anunciou sua primeira lista de 12 filmes em março de 2016, com o primeiro filme programado para lançamento em 2016.

## Filmografia
- When Larry Met Mary (Wen Zhang, 2016)[3][4][5]
- Mission Milano (Wong Jing, 2016)[3][4][6]
- The Adventurers (Stephen Fung, 2017)[7]
- Paradox (Wilson Yip, 2017)
- The Meg ( Jon Turteltaub, 2018)[2][8]
- Wish Dragon (Chris Appelhans, 2021)
- Meg 2: The Trench (Ben Wheatley, 2023)